# 遅羽村
遅羽村（おそはむら）は福井県大野郡にあった村。現在の勝山市遅羽町（おそわちょう）各町にあたる。

## 地理
- 河川 ： 九頭竜川

## 歴史
- 1889年（明治22年）4月1日 - 町村制の施行により、下荒井村、嵭崎村、大袋村、北山村、蓬生村及び比島村の区域をもって、遅羽村が発足する。
- 1954年（昭和29年）9月1日 - 勝山町、荒土村、村岡村、北郷村、北谷村、鹿谷村、遅羽村、平泉寺村及び野向村が合併して、勝山市が発足する。

## 交通

### 鉄道路線
- 京福電気鉄道
  - 越前本線（現・えちぜん鉄道勝山永平寺線）
    - 比島駅 - 勝山駅 - 蓬生駅 - 大袋駅 - 下荒井六呂師口駅